# Sandra Funken

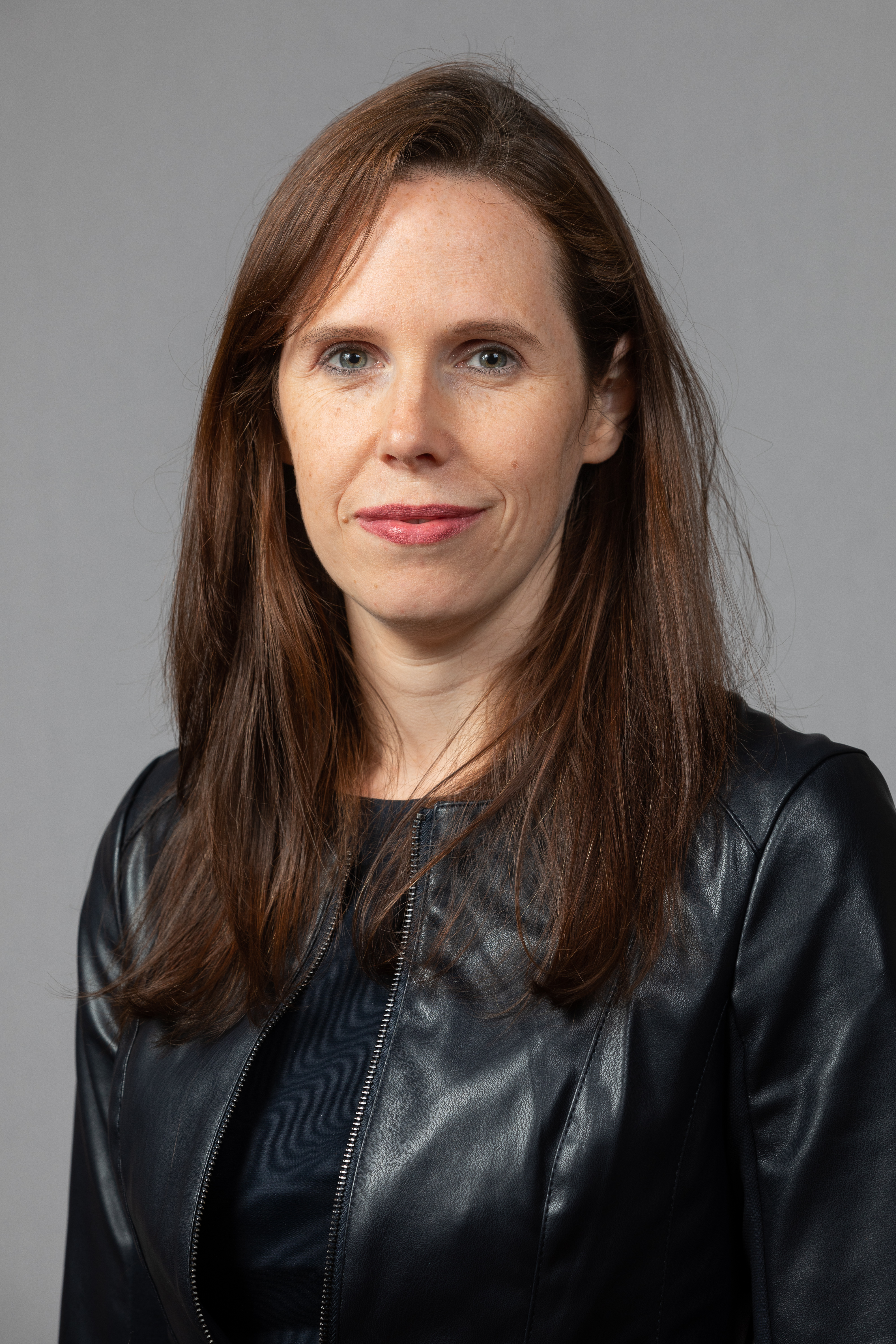
Sandra Funken (2019)

Sandra Funken (* 15. Oktober 1980 in Erbach (Odenwald) als Sandra Lewold) ist eine deutsche Politikerin (CDU). Sie ist seit 2019 Abgeordnete des Hessischen Landtages und dort seit 2023 Vorsitzende des Ausschusses für Digitales und Datenschutz.
2009 trat sie in die Junge Union und die CDU ein. Sie war im Hessischen Ministerium des Innern und für Sport als persönliche Referentin des Innenministers und für die Landtagsabgeordnete Judith Lannert als Büroleiterin tätig. 2011 wurde sie in den Kreistag des Odenwaldkreises gewählt.
Bei der Landtagswahl in Hessen 2018 wurde Funken im Wahlkreis Odenwald zur Wahlkreisabgeordneten gewählt. Bei der Landtagswahl 2023 gewann sie erneut das Direktmandat.